# ستاری چال
ستاری چال (به بلغاری: Stari Chal) یک منطقهٔ مسکونی در بلغارستان است که در شهرستان کروموفگراد واقع شده‌است.